# Sumberejo (Ngombol)
Sumberejo is een bestuurslaag in het regentschap Purworejo van de provincie Midden-Java, Indonesië. Sumberejo telt 723 inwoners (volkstelling 2010).